# Spådom
At spå handler om at forudsige, profetere eller varsle begivenheder i en ukendt fremtid. Spådomskunst og religion har derfor flere steder været forbundet, også som en del af statsvæsenet (Mesopotamien, Romerriget, Kina og Tibet).
Der anvendes ulige hjælpemidler, f.eks. brug af spillekort, kaffegrums, krystaller, håndens linjer, m.v. Oraklet i Delfi betjente sig af en præstinde, som angiveligt faldt i trance ved indånding af gasser, der sivede op fra sprækker i jordbunden. Oraklet i Delfi hører oldtiden til; men frem til 1959 skulle Tibets statsorakel, Nechung-oraklet, hvert nytår bringe sine forudsigelser om det kommende år.
Bibelen anser stening som en passende straf for den, der beskæftiger sig med spådomme: "Når en mand eller kvinde har en dødemaners eller en sandsigers ånd i sig, skal de lide døden. I skal stene dem. De har selv skylden for deres død."